# Lepidochrysops pringlei
Lepidochrysops pringlei је врста лептира из породице плаваца (лат. Lycaenidae).

## Распрострањење
Ареал врсте је ограничен на једну државу. Јужноафричка Република је једино познато природно станиште врсте.

## Угроженост
Ова врста се сматра рањивом у погледу угрожености врсте од изумирања.